# Character.ai
Character.ai (от англ. character — персонаж, личность) — интернет-приложение с функциями чат-бота, работающее на нейронной языковой модели. Веб-приложение может генерировать текстовые ответы, подобные человеческому письму, участвовать в контекстной беседе. Бета-модель, созданная бывшими разработчиками модели Google LaMDA Ноамом Шазиром и Даниэлем Де Фрейтасом, была опубликована в сеть в публичном доступе в сентябре 2022 года.
Через Character.ai пользователи могут создавать персонажей с определёнными «личностями», устанавливать определённые параметры, а затем публиковать их для доступа к ним других пользователей. Персонажи могут быть как оригинальными, так и основанными на конкретных выдуманных персонажах и реальных людях. Некоторые персонажи созданы с определёнными целями, такими как помощь в творчестве или ведение текстовой ролевой игры. Пользователи могут не только общаться с одним персонажем, но и организовывать групповые чаты с несколькими из них, которые могут разговаривать как с пользователем, так и друг с другом.

## Принцип генерирования сообщений
Когда персонаж отправляет ответ, пользователи имеют возможность его оценить от 1 до 4 звёзд. Кроме того, пользователи могут указать причины, по которым выбрано определённое количество звёзд, выбрав предложенные приложением варианты. Выставление оценок преимущественно влияет на определённого персонажа, однако оно также способствует обучению всего алгоритма поведения в целом. Во время общения с персонажем пользователь также может нажать стрелку вправо, чтобы ИИ сгенерировал альтернативный ответ, а затем просмотреть все варианты сгенерированных сообщений, нажимая стрелку влево.
Программа Character.ai, созданная на основе передовых моделей глубокого обучения и расширенных языковых моделей, в настоящее время находится в стадии бета-тестирования и постоянно совершенствуется. 5 ноября 2022 года память, выделяемая на хранение разговоров с пользователем, была увеличена вдвое по сравнению с предыдущей ёмкостью, чтобы ИИ мог «запоминать» более ранние сообщения.
«Личности» персонажей формируются пользователем на основе описания, составленного с точки зрения персонажа, его приветственного сообщения и ряда заданных пользователем примеров общения, что в дальнейшем совершенствуется выставлением оценок в ходе разговора и модификации заданных параметров с целью более точного соответствия стилю и характеру сообщений, которые желает пользователь.
Создателями Character.ai не поощряется создание в ходе работы с веб-приложением «контента порнографического характера», что выражается в автоматическом наложении теневой блокировки на персонажей, при создании которых была использована соответствующая лексика. Такая политика вызвала негативную реакцию со стороны пользователей.